# Облігато
Облігато (від лат. obligare — зобов'язувати) — у західно-європейській бароковій, класичній музиці зазвичай описує музичну лінію, яка обов'язкова для виконання. Це позначення того, що музичний уривок повинен бути заспіваний точно таким голосом, як він написаний, або зіграний лише на зазначеному інструменті, без змін чи пропусків. Наприклад, в партитурі опери Генделя «Агріппіна» — гобой облігато супроводжує арію Агріппіни «Pensieri, voi mi tormentate» («Як ти мучиш мене, мій неспокійний розуме»), сповнену тривоги й неспокою.
Протилежне значення має термін ad libitum (вільно, за бажанням).
У старовинних поліфонічних творах облігато — розділи з суворим дотриманням заздалегідь визначених правил побудови форми.
У сучасній класичній музиці цей термін вийшов з ужитку, оскільки композитори, виконавці та глядачі стали розглядати музичний текст партитури як провідну канву музичного виконання твору, відхилення від якої не допускається. Він все ще може використовуватися для позначення інструментальної сольної партії у вокальному музичному творі, яка супровідна і не виділяється, як у сольному концерті. Ще його використовують музикознавці, аналізуючи музичні твори минулого, зокрема барокової музики.
У джазі облігато запроваджений джазом Нового Орлеана, для якого була характерна колективна імпровізація, де головну партію виконував корнет, а облігато кларнет охоплював її мелодійними пазлами. Тепер термін застосовується для позначення імпровізаційного супроводу (вокального чи інструментального) головної партії.